# John Mitchell
John Mitchell (Hollywood, 26 de abril de 1941) es un compositor estadounidense de música clásica. 
Fue el primer hijo de John Steward Mitchell, un famoso pianista, primo del novelista canadiense W. O. Mitchell.
John Mitchell estudió composición en la Universidad de California (Los Ángeles). Allí fue protegido por el compositor John Vincent, que en esa época era jefe del Departamento de Composición de la universidad. Desde 1962 fue director de música, organista, e instructor de piano y canto. En 1965, Mitchell abandonó la universidad, aunque no perdió la relación amistosa con el Dr. Vincent.
Sus obras incluyen composiciones de piano, órgano, música coral, música de cámara, canciones y óperas entre otras.
En 2001 compuso dos sonatas para piano:
- Four quartets for T. S. Eliot, y
- Childe Roland to the Dark Tower Came.

En sus proyectos actuales entran unas danzas para piano que son adaptaciones musicales de las obras del poeta persa Kabir (traducida al inglés), de la poetisa uruguaya Delmira Agustini (1886-1914) y del poeta argentino Jorge Luis Borges (1899-1986) ―en el español original―; y una misa para los difuntos.
En 1992 se casó con Vicky en la iglesia bautista de Glendale (California). Vive con su esposa, una perra llamada Chelsea y cinco gatos.

## Obras
- Música para piano
- Música para dos pianos
- Música para órgano
- Música de cámara
- Música de cámara vocal
- Música coral
- Óperas
- Canciones (para voz y piano)
- Adaptaciones
- 1985-1986: Adaptaciones de canciones de Peter Chapel

- Datos: Q1701112